# Frankrike i olympiska vinterspelen 2018
Frankrike deltog i de olympiska vinterspelen 2018 i Pyeongchang i Sydkorea, med en trupp på 108 deltagare fördelat på 11 sporter.
Fanbärare för den franska truppen under invigningen på Pyeongchangs Olympiastadion var skidskytten Martin Fourcade.

## Medaljörer
| Medalj | Namn                                                                     | Sport            | Gren                    | Datum            |
| ------ | ------------------------------------------------------------------------ | ---------------- | ----------------------- | ---------------- |
| Guld   | Perrine Laffont                                                          | Freestyle        | Damernas puckelpist     | 11 februari 2018 |
| Guld   | Martin Fourcade                                                          | Skidskytte       | Herrarnas masstart      | 18 februari 2018 |
| Guld   | Martin Fourcade                                                          | Skidskytte       | Herrarnas jaktstart     | 12 februari 2018 |
| Guld   | Marie Dorin Habert Anaïs Bescond Simon Desthieux Martin Fourcade         | Skidskytte       | Mixstafett              | 20 februari 2018 |
| Guld   | Pierre Vaultier                                                          | Snowboard        | Herrarnas boardercross  | 15 februari 2018 |
| Silver | Alexis Pinturault                                                        | Alpin skidåkning | Herrarnas kombination   | 13 februari 2018 |
| Silver | Marie Martinod                                                           | Freestyle        | Damernas halfpipe       | 20 februari 2018 |
| Silver | Gabriella Papadakis Guillaume Cizeron                                    | Konståkning      | Isdans                  | 20 februari 2018 |
| Silver | Julia Pereira de Sousa Mabileau                                          | Snowboard        | Damernas boardercross   | 16 februari 2018 |
| Brons  | Victor Muffat-Jeandet                                                    | Alpin skidåkning | Herrarnas kombination   | 13 februari 2018 |
| Brons  | Alexis Pinturault                                                        | Alpin skidåkning | Herrarnas storslalom    | 18 februari 2018 |
| Brons  | Maurice Manificat Richard Jouve                                          | Längdskidåkning  | Herrarnas sprintstafett | 21 februari 2018 |
| Brons  | Jean-Marc Gaillard Maurice Manificat Clément Parisse Adrien Backscheider | Längdskidåkning  | Herrarnas stafett       | 18 februari 2018 |
| Brons  | Anaïs Bescond                                                            | Skidskytte       | Damernas jaktstart      | 12 februari 2018 |
| Brons  | Anaïs Chevalier Anaïs Bescond Justine Braisaz Anaïs Bescond              | Skidskytte       | Damernas stafett        | 22 februari 2018 |

## Backhoppning
Frankrike kvalificerade 4 backhoppare till vinterspelen 2018.
Damer
| Hoppare      | Gren        | Första omgången | Första omgången | Första omgången | Final | Final | Final | Totalt | Totalt    |
| Hoppare      | Gren        | Längd           | Poäng           | Pl.             | Längd | Poäng | Pl.   | Poäng  | Placering |
| ------------ | ----------- | --------------- | --------------- | --------------- | ----- | ----- | ----- | ------ | --------- |
| Lucile Morat | Normalbacke | 86,5            | 79,7            | 19 Q            | 86,5  | 75,1  | 27    | 154,8  | 21        |
| Léa Lemare   | Normalbacke | 74,5            | 62,3            | 29 Q            | 93,5  | 84,5  | 19    | 146,8  | 28        |

Herrar
| Hoppare                  | Gren        | Kval  | Kval  | Kval | Första omgången | Första omgången | Första omgången | Final            | Final            | Final            | Totalt           | Totalt           |
| Hoppare                  | Gren        | Längd | Poäng | Pl.  | Längd           | Poäng           | Pl.             | Längd            | Poäng            | Pl.              | Poäng            | Placering        |
| ------------------------ | ----------- | ----- | ----- | ---- | --------------- | --------------- | --------------- | ---------------- | ---------------- | ---------------- | ---------------- | ---------------- |
| Jonathan Learoyd         | Normalbacke | 94,5  | 106,7 | 30 Q | 98,5            | 104,1           | 25              | 100,5            | 103,8            | 21               | 207,9            | 27               |
| Jonathan Learoyd         | Stor backe  | 124,0 | 92,1  | 38 Q | 119,5           | 100,1           | 41              | Gick inte vidare | Gick inte vidare | Gick inte vidare | Gick inte vidare | Gick inte vidare |
| Vincent Descombes Sevoie | Normalbacke | 86,5  | 92,1  | 44 Q | 90,0            | 82,4            | 43              | Gick inte vidare | Gick inte vidare | Gick inte vidare | Gick inte vidare | Gick inte vidare |
| Vincent Descombes Sevoie | Stor backe  | 114,0 | 69,9  | 48 Q | 105,0           | 72,9            | 50              | Gick inte vidare | Gick inte vidare | Gick inte vidare | Gick inte vidare | Gick inte vidare |